# مریم کرمی
مریم کرمی (زاده ۱۸ دی ۱۳۷۵ در شهر همدان) قایقران روئینگ اهل ایران است که ۹ سال سابقه عضویت در تیم ملی قایق‌رانی ایران را دارد.
از افتخارات وی می‌توان به کسب یک مدال نقره و یک مدال برنز در بازی‌های آسیایی ۲۰۱۸ اشاره کرد.

## افتخارات
- مدال نقره مسابقات جوانان قهرمانی روئینگ آسیا (۲۰۱۳ ازبکستان)
- مدال برنز مسابقات جوانان قهرمانی روئینگ آسیا (۲۰۱۴ ازبکستان)
- مدال نقره مسابقات بزرگسالان قهرمانی روئینگ آسیا (۲۰۱۵ چین)
- مدال نقره مسابقات بزرگسالان قهرمانی روئینگ آسیا (۲۰۱۶ چین)
- مدال نقره مسابقات بازی‌های آسیایی ۲۰۱۸ (جاکارتا)
- مدال برنز مسابقات بازی‌های آسیایی ۲۰۱۸ (جاکارتا)
- مقام چهارم مسابقات بزرگسالان قهرمانی روئینگ آسیا (۲۰۲۲ تایلند)
- مدال نقره مسابقات کاپ ۱ قهرمانی آسیا (۲۰۲۲ چین)